# Soltész Elemér
Soltész Elemér (Ombod, 1874. április 18. – Budapest, 1957. augusztus 7.) a Magyar Királyi Honvédség protestáns tábori püspöke, numizmatikus.

## Családja
Apja Soltész János (Nyírbátor, 1838. július 6. – Ombod, 1908. szeptember 26.) református lelkész, aki Nyírbátorban tanult 1846-ig, majd Sárospatakon folytatta tanulmányait s később 1848-ban Debrecenbe ment, ahol 1859-ben végezte a teológiát. Soltész János a későbbiekben rektor lett Nyírbátorban. Háromévi szinérváraljai káplánkodás után 1862-ben apai, s 1872-ben ombodi lelkész lett. A debreceni zsinatnak póttagja, illetve a budapesti második zsinatnak rendes tagja volt. Számos cikke jelent meg a Debreceni Protestáns. Lapban. Főbb művei: Konfirmációi káté. (Szatmár, 1888, VIII. kiadás. 1924) A felsőbányai templomot felavató beszéde (Az egyház történetében; Nagybánya, 1896). A nagybányai reformált egyházmegye története (Uo. 1902) Anyja Széles Ida.
Nagyszülei Soltész Gedeon református lelkész és Pétsi Sarolta Amália, illetve Széles Endre református lelkész és Lugassy Mária.

## Tanulmányai
Gimnáziumi és teológiai tanulmányait Debrecenben folytatta 1884–1892, illetve 1892–1896 között. A Debreceni Református Főgimnáziumban érettségizett 1892 június 28-án, jeles eredménnyel. Teológiai évei alatt 1894-tól 1895-ig a Heti Közlöny szerkesztője, egy évig 1896-tól 1897-ig gimnáziumi segédtanár, aztán egy évig senior volt. Az 1898–1899-es tanévben a párizsi protestáns teológiai fakultás hallgatója volt.

## Életpályája
Miután hazatért Párizsból Nagybányán megválasztották lelkésznek, ahol negyedszázadig tevékenykedett 1899 decemberétől 1923-ig. Ez alatt az időszak alatt 1900-tól egyházmegyei levéltárnok, 1906-tól a tiszántúli egyházkerület aljegyzője. Itt szerkesztette az Igehirdető című folyóiratot (1906–1919) Révész Jánossal.
1900. május 26-án kötött házasságot Zsigmond Sándor református lelkész lányával, Hajdúszoboszlón. Négy gyermeke született Judit (Nagybánya, 1902. december 16., okleveles vallástanár), Márta (Nagybánya, 1904. augusztus 12., okleveles felsőkereskedelmi iskolai tanár), Erzsébet (Nagybánya, 1911. február 11., okleveles zenetanár) és negyedikként fia, akit apjáról nevezett el, János (Nagybánya, 1916. december 14., bölcsészettudor, okleveles középiskolai tanár).
Gyermekei nevelésére és taníttatására nagy hangsúlyt fektetett. Fontos megemlíteni Soltész Elemér barátságát Móricz Zsigmonddal, melyre Soltész így emlékszik egy írásában „1907 augusztusának egyik délutánján Móricz Zsigmond hátradőlt Nádor utcai dolgozószobájának karosszékében, kissé elgondolkozva megsimogatta bajuszát, majd tollat vett elő és papírlapot.” Soltész Elemér nagybányai lelkésznek készült levelet írni.  Móricz, és a későbbi tábori püspök, a Borovszky-féle „Magyarország városai és vármegyéi” adatgyűjtése kapcsán ismerkedtek meg, Nagybányán. A kedves, vidám, szellemes fiatalember és az akkor háromgyerekes lelkészcsalád hamar barátságot kötöttek, „pláne mikor a Kodak is előkerült és Zsiga bácsi nyakra-főre fényképezte őket s mindenkit, akinek képe valami okból érdekelte.” [1] 1911-ben tanácsbíró, 1915-ben a tiszántúli egyházkerület aljegyzővé választja, 1917-ben zsinati póttag majd 1928-ban zsinati rendes taggá választják.
1917-ben a Magyar Protestáns Irodalmi Társaság választmányi tagja lett, s a királyhágómelléki egyházkerület 1921-ben főjegyzővé választotta meg. A debreceni magyar királyi Tisza István Tudományegyetemen 1929-ben a hittudományok tiszteletbeli doktorává avatták. A Protestáns Tábori Püspökségről szóló Szabály 1922. IX cikkelye kimondta, hogy „a közös intézmény, éppen ezért a mindenkori tábori püspök végeredményben három, egymástól független, de egymásra utalt magas hatóság végrehajtó közege. Képviselője egyrészt a két protestáns egyház érdekeinek a honvédelmi hatóság előtt, másrészt a honvédség jogos érdekeit képviselte a két történelmi protestáns egyház főhatósága előtt”. A Protestáns Tábori Püspökség élére, melyben 14 református és 10 evangélikus lelkész szolgált, Horthy Miklós 1923. február 9-én kinevezte a nagybányai református lelkészt, a királyhágómelléki egyházkerület főjegyzőjét Soltész Elemért. 1924. december 17-én, Budapesten püspökké szentelték. Katonai rendfokozata tábornok 1923. február 1-jétől, majd 1944. július 1-jétől altábornagy. A régi magyar nemességét a belügyminiszter 1943. június 9-én 271. 082/1940. II. a és 1943. június 30-án 14. 160/1943. II. a szám alatt igazolta.
Tevékenysége középpontjában a protestáns katonai egyházközségek megalakítása, a felekezeti feszültségek elkerülése állt. A második világháborúban szervezte a református és evangélikus lelkészek mozgósítását, a katonák lelki gondozását, arra törekedett, hogy minden alakulatnál a római katolikus mellett protestáns lelkész is legyen. 1944. október 15. után is Budapesten maradt, nem hajtotta végre a kiürítési parancsot, elutasította a nyilashatalmat.
A háború megpróbáltatásai mellett el kellett szenvedje fia elvesztésének terhét is, aki katonaként esett el a magyarországi harcokban. A háború után szolgálattételre jelentkezett, továbbra is irányította a protestáns lelkészi osztályt, a tábori püspökséget. A lelkészek számát sorozatosan csökkentették, a püspökség tevékenysége ellehetetlenült. 1946-ban Soltész Elemért megválasztották a numizmatikai társaság elnökének. A 60. születés-napjára Berán Lajos érmét készített. 1947-ben előléptették altábornaggyá, 1948. november 1-jén nyugdíjazták, ez év őszétől a pápai Református Teológiai Akadémia tiszteletbeli tanára volt. Nyugdíjas éveit visszafogottan, családjával és szűk baráti körének tagjaival töltötte. 1957. augusztus 7-én halt meg s Debrecenben helyezték örök nyugalomra. Életének talán legszebb elismerését jelentette, amikor díszdoktorrá avatták. Kortársai így jellemezték: „ Lelkipásztor volt a szó valóságos értelmében. Mint lelkész, altábornagy, katonai rangját becsülte, de egyénisége, magatartása inkább a lelkipásztort, mintsem a katonát tükrözte. Egyenruha helyett szívében viselt sötét vagy fekete kabátot. A háborút fájdalommal vette tudomásul, a katonákhoz küldött üzeneteiben nem a másik fél vak gyűlöletére, hanem a család és az egyház szeretetére, az evangéliumi bölcsességre, becsületre buzdított. "

## Fontosabb művei, írásai
- Hazai viszonyaink tekintélybevételével kívánatos-e a reformált és evangélikus egyházak egyesülése oly módon, mint Németországban végbement? – vitairat, Debrecen, 1895. Közlöny, XXV. évf. 7-8. szám
- Zwingli Urlikné Reinhart Anna emlékezete – Debrecen, 1895. Közlöny, XXVI. évfolyam, 1. szám
- A Szenior programja – Debrecen, 1897, egyik debreceni lapban
- Jézus feltámadása – A történelmi (egyházi) tan s az ellene irányuló hypothesisek. Szeniori székfoglaló – Debrecen, 1898, 8-36. old.
- Miért hivattatok – Beköszöntő Nagybányán. – Nagybánya, 1900
- Beteg hívek lelkigondozása. – Debrecen, 1903. 8-19. old.
- Igazságban szeretet által. Prédikáció március 15-én – Nagybánya, 1905
- Adalékok a lelkészképzés reformjához. – Nagybánya, 1907. 8-14. old.
- Ünnepnapok. I. Tíz alkalmi egyházi beszéd. – Nagybánya, 1909. 80-148. old.
- Szekularizáció, – Nagybánya, 1910. 8-13 old.
- Ami tőlünk telik. – Debrecen, 1912
- A mi szolgálatunk. Prédikáció Országos Református Lelkész Egyesület gyűlésén – Nagybánya, 1913
- Helmeczy József emlékezete – Nagybánya,1915., 8-22. old.
- Tizenkét egyházi beszéd a Debreceni Lelkészi Tár I-XII. évfolyamában – Debrecen, 1902-1916, 8-80. old.
- Negyvenhárom egyházi beszéd az Igehirdető I – XIII. évfolyamában – Nagybánya, 1906-1918, 8-294. old.
- Ünnepnapok. II. Tíz alkalmi egyházi beszéd. – Nagybánya, 1919. 8-162. old.
- A kerületi kérdés. A nagyváradi értekezlet (1921. június 7-8.) előzményei, lefolyása, következményei – Nagybánya, 1921. 8-32. old.
- Jelentés a nagybányai reformált egyház 1900-1922 évi állapotáról – Nagybánya, 1903-1923. 21 füzet, 8-559. old.
- A kereszt. Nagypénteki egyházi beszéd Incze Gábor Az Úr áldassék! című kötetében, – Pápa, 1932. 8-8. old.
- Ünnepnapok. III. Tíz ünnepi és alkalmi egyházi beszéd. – Budapest, 1933. 8-170. old.
- Ünnepnapok. IV. Tíz alkalmi egyházi beszéd. – Budapest, 1939, 8-196. old.
- Emlékezés Berán Lajosra – Budapest, 1944, 8-16. old.
- Emlékeimből a Szentpéteri Kun Béla-emlékkönyvben, – Debrecen, 1946
- Emlékezés dr. Erdős József professzorra. Debreceni képeskalendárium, Debrecen, 1948. XLVIII. évfolyam

## Díjai, elismerései
- Signum Laudis bronz fokozata, amelyet a tízéves püspöksége évfordulójára kapott meg (1933)
- Magyar Vörös-Kereszt Érdemkeresztje (1938)
- Magyar Érdemrend Középkeresztje (1939)
- Magyar Érdemrend Középkeresztje Csillaggal (1940)
- Magyar Népköztársaság érdemrend tiszti keresztje (1948)